# ویلیام داگلاس (کاپیتان کشتی)
ویلیام داگلاس (انگلیسی: William Douglas; – ۱ ژانویهٔ ۱۷۹۱) کاپیتان کشتی اسکاتلندی و اقیانوس‌شناس و تاجر خز دریایی در اواخر قرن هجدهم بود. او با تاجر بریتانیایی و کاپیتان جان میرز، فرمانده کشتی ایفیگنیا نوبیانا، همکاری می‌کرد. او در بحران نوتکا در سال ۱۷۸۹ که بریتانیا و اسپانیا را تا آستانه جنگ پیش برد، درگیر بود. چند سال بعد، او کاپیتان کشتی آمریکایی گریس بود. در سال ۱۷۹۱، او با جان کندریک (کاپیتان نیروی دریایی آمریکا) در تلاش برای تجارت با ژاپن همکاری کرد.